# Čejkovice (ort i Tjeckien, Södra Mähren, lat 48,91, long 16,94)
Čejkovice är en ort i Tjeckien.   Den ligger i regionen Södra Mähren, i den sydöstra delen av landet, 230 km sydost om huvudstaden Prag. Čejkovice ligger 209 meter över havet och antalet invånare är 2 527.
Terrängen runt Čejkovice är platt. Runt Čejkovice är det ganska tätbefolkat, med 120 invånare per kvadratkilometer. Närmaste större samhälle är Hodonín, 15,2 km öster om Čejkovice. Trakten runt Čejkovice består till största delen av jordbruksmark.